# Прем'єр-ліга (Нігерія)
Прем'єр-ліга Нігерії (англ. Nigeria Premier League) — вищий футбольний дивізіон Нігерії, створений 1972 року. Контролюється Футбольною федерацією Нігерії.

## Історія
Прем'єр-ліга була створена 1972 року 6 нігерійськими клубами. Першим переможцем став клуб «Майті Джетс».
У 1999–2007 роках наприкінці чемпіонату проходив «Супертурнір чотирьох». Найкращі чотири команди регулярного чемпіонату грали міні-лігу на нейтральному сайті, де визначався чемпіон Нігерії.
З літа 2007 року чемпіонат було переведено на систему «осінь-весна», починаючи приблизно з серпня і закінчуючи приблизно в травні. Але вже з початку 2012 року було повернено систему «весна-осінь».

## Чемпіони по сезонах
| - 1972: «Майті Джетс» - 1973: «Бендел Іншуренс» - 1974: «Енугу Рейнджерс» - 1975: «Енугу Рейнджерс» - 1976: «Шутінг Старз» - 1977: «Енугу Рейнджерс» - 1978: «Ракка Роверс» - 1979: «Бендел Іншуренс» - 1980: «Шутінг Старз» - 1981: «Енугу Рейнджерс» - 1982: «Енугу Рейнджерс» - 1983: «Шутінг Старз» - 1984: «Енугу Рейнджерс» | - 1985: «Нью Найджерія Бенк» - 1986: «Левентіс Юнайтед» - 1987: «Гартленд» - 1988: «Гартленд» - 1989: «Гартленд» - 1990: «Гартленд» - 1991: «Юліус Бергер» - 1992: «Стейшонарі Стоурз» - 1993: «Гартленд» - 1994: «БСК Лайонз» - 1995: «Шутінг Старз» - 1996: «Удоджі Юнайтед» - 1997: «Долфінс» | - 1998: «Шутінг Старз» - 1999: «Лобі Старз» - 2000: «Юліус Бергер» - 2001: «Еньїмба» - 2002: «Еньїмба» - 2003: «Еньїмба» - 2004: «Долфінс» - 2005: «Еньїмба» - 2006: «Оушен Бойз» - 2007: «Еньїмба» - 2008: «Кано Пілларс» - 2009: «Баєлса Юнайтед» - 2010: «Еньїмба» | - 2011: «Долфінс» - 2012: «Кано Пілларс» - 2013: «Кано Пілларс» - 2014: «Кано Пілларс» - 2015: |  |

## Клуби за кількістю виграних титулів
| Клуб                 | Кількість перемог | Останній титул |
| -------------------- | ----------------- | -------------- |
| «Еньїмба»            | 6                 | 2010           |
| «Енугу Рейнджерс»    | 6                 | 1984           |
| «Шутінг Старз»       | 5                 | 1998           |
| «Гартленд»           | 5                 | 1993           |
| «Кано Пілларс»       | 4                 | 2014           |
| «Долфінс»            | 3                 | 2011           |
| «Юліус Бергер»       | 2                 | 2000           |
| «Бендел Іншуренс»    | 2                 | 1979           |
| «Баєлса Юнайтед»     | 1                 | 2009           |
| «Оушен Бойз»         | 1                 | 2006           |
| «Лобі Старз»         | 1                 | 1999           |
| «Удоджі Юнайтед»     | 1                 | 1996           |
| «БСК Лайонз»         | 1                 | 1994           |
| «Стейшонарі Стоурз»  | 1                 | 1992           |
| «Левентіс Юнайтед»   | 1                 | 1986           |
| «Нью Найджерія Бенк» | 1                 | 1985           |
| «Ракка Роверс»       | 1                 | 1978           |
| «Майті Джетс»        | 1                 | 1972           |